# آتسوتو تاتارا
آتسوتو تاتارا (انگلیسی: Atsuto Tatara؛ زادهٔ ۲۳ ژوئن ۱۹۸۷) بازیکن فوتبال اهل ژاپن است.
از باشگاه‌هایی که در آن بازی کرده‌است می‌توان به باشگاه فوتبال جف یونایتد ایچیهارا چیبا و باشگاه فوتبال ماتسوموتو یاماگا اشاره کرد.